# 日耳曼 (亞利桑那州)
日耳曼（英語：Germann）是位於美國亞利桑那州馬里科帕縣的一個非建制地區。該地的面積和人口皆未知。

## 地理
日耳曼的座標為33°16′41″N 111°40′09″W / 33.27806°N 111.66917°W，而該地的平均海拔高度為415米（即1362英尺）。